# Estàndard intern
Un estàndard intern en química analítica és una substància química que s'afegeix en una quantitat constant a les mostres, els estàndards de calibratge i el blanc en una anàlisi química. Aquesta substància es pot llavors utilitzar per al calibratge pel traçat de la relació del senyal de l'anàlit al senyal de patró intern com una funció de la concentració d'anàlit dels estàndards. Això es realitza per corregir la pèrdua d'anàlit durant la preparació de la mostra o d'entrada de la mostra. L'estàndard intern és un compost que és molt similar, però no idèntica a les espècies químiques d'interès en les mostres, ja que els efectes de la preparació de la mostra han de, respecte a la quantitat de cada espècie, ser el mateix per al senyal de l'estàndard intern com per al senyal (s) a partir de les espècies d'interès en el cas ideal. L'addició de quantitats conegudes d'anàlit (s) d'interès és una tècnica diferent anomenada addició estàndard, que es realitza per corregir els efectes de matriu.
Aquesta relació de les mostres s'utilitza a continuació per obtenir les seves concentracions d'anàlit a partir d'una corba de calibratge. L'estàndard intern utilitzat necessita per proporcionar un senyal que és similar al senyal d'anàlit en la majoria dels aspectes, però prou diferents de manera que els dos senyals són fàcilment distingibles per l'instrument. Per exemple el clorobenzè deuterat (C6D5Cl) és un patró intern utilitzat en l'anàlisi de les substàncies volàtils en GC-MS, ja que és similar a clorobenzè però no es produeix de manera natural. Norleucina és també un estàndard intern popular per a l'anàlisi d'aminoàcids mitjançant GC-MS.
En l'espectroscòpia de NMR, per exemple, del 1H nuclis, 13C i 29Si, freqüències depenen del camp magnètic, que no és el mateix en tots els experiments. Per tant, les freqüències es van informar com diferències relatives a patró intern de Tetrametilsilà (TMS). Aquesta diferència respecte a TMS es diu desplaçament químic, i es mesura en parts per milió.
A la pràctica, la diferència entre els senyals dels dissolvents comuns i TMS són coneguts, i ja que els instruments moderns són capaços de detectar les petites quantitats de dissolvent protonat present en dissolvents deuterats comercials es necessita afegir cap TMS. En especificar el dissolvent de bloqueig per ser utilitzat, espectròmetres moderns són capaços de referència correctament la mostra; En efecte, el mateix dissolvent serveix com el estàndard intern.
En la cromatografia, s'utilitzen patrons interns per determinar la concentració d'altres anàlits mitjançant el càlcul de factor de resposta. El patró intern seleccionat ha de ser de nou similar a la de l'anàlit i tenen un temps de retenció similar i derivatització similar. Ha de ser estable i no ha d'interferir amb els components de la mostra.